# John Needham
John Needham (Londres, Inglaterra, 10 de setembro de 1713 - Bruxelas, Bélgica, 30 de dezembro de 1781) foi um naturalista inglês, extremo defensor da Abiogênese, ficou conhecido pelas várias experiências com frascos de vidro contendo "caldos nutritivos" abertos, fechados com rolhas, pouco aquecidos ou nem aquecidos, conseguindo proliferação de microrganismos em todos os casos.
O Cientista inglês, John Tuberville Needham teve que deixar o país (uma nação protestante que acabara de sair de um período de grande turbulência religiosa) para estudar e tornar-se padre católico. No seminário, teve contato com a história natural e ficou fascinado pela microscopia. Em 1745, publicou uma obra que incluía suas observações sobre diferentes tipos de pólen, o que lhe granjeou o respeito dos botânicos. Needham ficou conhecido também por suas obras sobre religião por seu trabalho científico, foi o primeiro padre católico a tornar-se membro da Royal Society, a mais antiga sociedade científica britânica, em 1768. No mesmo ano, mudou-se para Bruxelas, na Bélgica, tornando-se diretor da Academia de Ciências. Morreu em Bruxelas em 1781.
Enquanto estudava microscopia em Paris, conheceu o naturalista francês Georges Buffon, que lhe apresentou às ideias do filósofo e matemático alemão Gottfried Leibniz. A partir das mônadas (moléculas vivas) de Leibniz, Needham desenvolveu a teoria sobre a força vegetativa que unia todas essas moléculas. Confrontando Voltaire e Spallanzani, desenvolveu, então, suas experiências em geração espontânea.
Segundo ele microorganismos só poderiam ter aparecido através da "geração espontânea" já que os caldos nutritivos foram aquecidos e as possíveis formas vivas foram eliminadas e os frascos, levemente fechados, impediram a entrada de formas vivas presentes no ar. Dizia que existia um tipo de "força vital" que era responsável pelo aparecimento dos microrganismos. Porém, um padre e biólogo chamado Lazzaro Spallanzani, repetiu os mesmos experimentos de Needham. Ele fechou adequadamente os frascos e os levou a fervura por 1 hora matando os microrganismos presentes no caldo, e observou, depois de alguns dias, que o caldo nutritivo se manteve estéril. Needham defendeu-se dizendo que não aquecera muito para não destruir o "princípio ativo", existente nos caldos.
Com essa experiência, a Abiogênese ganhou força novamente. Sua queda só  veio com os experimentos de Louis Pasteur.

## Trabalhos
- An Account of Some New Microscopical Discoveries. 1745. Gallica.
- New microscopical discoveries. 1745. BHL.
- Observations upon the Generation, Composition, and Decomposition of Animal and Vegetable Substances. 1749. BHL.